# Czaje-Wólka
Czaje-Wólka – wieś w Polsce położona w województwie podlaskim, w powiecie wysokomazowieckim, w gminie Ciechanowiec.
W 1921 wieś należała do gminy Rudka.
W latach 1954–1959 wieś należała i była siedzibą władz gromady Czaje-Wólka, po jej zniesieniu w gromadzie Pobikry. W latach 1975–1998 miejscowość administracyjnie należała do województwa łomżyńskiego.

## Historia
Wieś pierwotnie nazwana: Czahy. Od 1505 r. nadana Jakubowi Karwatowi i nazwana: Karwatowo. Do 1512 roku wieś pierwszego wojewody podlaskiego Iwana Sapiehy.
W roku 1921 w Czajach-Wólce naliczono 26 budynków z przeznaczeniem mieszkalnym i 6 innych zamieszkałych oraz 301 mieszkańców (149 mężczyzn i 152 kobiety). Narodowość polską zgłosiło 286 osób, żydowską 14, białoruską 1. Wyznanie rzymskokatolickie zadeklarowało 286 osób, mojżeszowe 14, a prawosławne 1.
27 czerwca 1949 roku pod Czajami zginął kpt. Władysław Łukasiuk ps. „Młot”.

## Obiekty zabytkowe
- kapliczka murowana, początek XX w.
- pozostałości zespołu dworskiego:
  - stajnia murowana, 1911
  - oficyna murowana, koniec XIX w.
  - spichlerz murowany, początek XX w.
- 2 domy drewniane z początku XX w.

## Współcześnie
Wieś leży na terenie dawnej Puszczy Nureckiej, rozciągającej się od Nurca przez Koryciny i dalej w kierunku Siemiatycz.
Przez miejscowość przepływa lewobrzeżny dopływ Nurca – Siennica.
We wsi funkcjonują:
- filia zakładu produkcji parkietu
- zakład usług remontowo-budowlanych